# Cúp bóng đá Ukraina
Cúp bóng đá Ukraina (tiếng Ukraina: Кубок України) là giải bóng đá được tổ chức cho tất cả các đội bóng chuyên nghiệp và nghiệp dư ở Ukraina.

### Các trận chung kết
| Năm     | Địa điểm                                                                    | Đoạt cúp                                                                               | Tỷ số                        | Hạng nhì                                                    |
| ------- | --------------------------------------------------------------------------- | -------------------------------------------------------------------------------------- | ---------------------------- | ----------------------------------------------------------- |
| 2008-09 | 31 tháng 5 năm 2009 17:00 (LST) Dnipropetrovsk - Dnipro Arena Khán giả: TBD | Vorskla Poltava · Vasyl Sachko 50'                                                     | 1 - 0 (0 - 0)                | Shakhtar Donetsk                                            |
| 2007-08 | 7 tháng 5 năm 2008 19:00 (LST) Kharkiv - OSC "Metalist" Khán giả: 28.000    | Shakhtar Donetsk · Oleksandr Hladky 44' · Oleksiy Hai 78'                              | 2 - 0 (1 - 0)                | Dynamo Kyiv                                                 |
| 2006-07 | 28 tháng 5 năm 2007 17:00 (LST) Kiev - NSC "Olimpiyskiy" Khán giả: 64.500   | Dynamo Kyiv · Kléber 58' · Oleh Husyev 80'                                             | 2 - 1 (0 - 0)                | Shakhtar Donetsk · Elano 89'                                |
| 2005-06 | 2 tháng 5 năm 2006 17:00 (LST) Kiev - NSC "Olimpiyskiy" Khán giả: 25.000    | Dynamo Kyiv · Kléber 47'                                                               | 1 - 0 (0 - 0)                | Metalurh Zaporizhzhya                                       |
| 2004-05 | 29 tháng 5 năm 2005 17:00 (LST) Kiev - NSC "Olimpiyskiy" Khán giả: 68.000   | Dynamo Kyiv · Diogo Rincón 11' (Pen)                                                   | 1 - 0 (1 - 0)                | Shakhtar Donetsk                                            |
| 2003-04 | 30 tháng 5 năm 2004 17:00 (LST) Kiev - NSC "Olimpiyskiy" Khán giả: 60.000   | Shakhtar Donetsk · Oleksiy Byelik 1' · Anatoliy Tymoschuk 91'                          | 2 - 0 (1 - 0)                | Dnipro Dnipropetrovsk                                       |
| 2002-03 | 25 tháng 5 năm 2003 17:00 (LST) Kiev - NSC "Olimpiyskiy" Khán giả: 71.000   | Dynamo Kyiv · Aliaksandr Khatskevich 56' · Diogo Rincón 91'                            | 2 - 1 (0 - 1)                | Shakhtar Donetsk · Andriy Vorobei 18'                       |
| 2001-02 | 26 tháng 5 năm 2002 19:00 (LST) Kiev - NSC "Olimpiyskiy" Khán giả: 81.000   | Shakhtar Donetsk · Serhiy Popov 10' · Serhiy Atelkin 81' · Andriy Vorobei 99'          | 3 - 2 (1 - 1; 2 - 2) (hp)    | Dynamo Kyiv · Valentin Belkevich 31' · Maksim Shatskikh 50' |
| 2000-01 | 27 tháng 5 năm 2001 ? (LST) Kiev - NSC "Olimpiyskiy" Khán giả: 55.000       | Shakhtar Donetsk · Serhiy Atelkin 78' · Serhiy Atelkin 119'                            | 2 - 1 (0 - 1; 1 - 1) (hp)    | Arsenal Kyiv · Ruslan Kostyshyn 7'                          |
| 1999-00 | 27 tháng 5 năm 2000 ? (LST) Kiev - NSC "Olimpiyskiy" Khán giả: 45.500       | Dynamo Kyiv · Aliaksandr Khatskevich 45' ·                                             | 1 - 0 (1 - 0)                | Kryvbas Kryvyi Rih                                          |
| 1998-99 | 30 tháng 5 năm 1999 ? (LST) Kiev - NSC "Olimpiyskiy" Khán giả: 71.000       | Dynamo Kyiv · Andriy Shevchenko 18' · Valentin Belkevich 19' · Andriy Shevchenko 67' · | 3 - 0 (2 - 0)                | Karpaty Lviv                                                |
| 1997-98 | 31 tháng 5 năm 1998 ? (LST) Kiev - NSC "Olimpiyskiy" Khán giả: 43.500       | Dynamo Kyiv · Andriy Shevchenko 1' · Andriy Shevchenko 30' ·                           | 2 - 1 (2 - 0)                | CSKA Kyiv · Vasil Novokhatsky 54'                           |
| 1996-97 | 25 tháng 5 năm 1997 ? (LST) Kiev - NSC "Olimpiyskiy" Khán giả: 26.000       | Shakhtar Donetsk · Serhiy Atelkin 36'                                                  | 1 - 0 (1 - 0)                | Dnipro Dnipropetrovsk                                       |
| 1995-96 | 26 tháng 5 năm 1996 ? (LST) Kiev - NSC "Olimpiyskiy" Khán giả: 47.000       | Dynamo Kyiv · Serhiy Rebrov 27' · Yuri Maximov 59'                                     | 2 - 0 (1 - 0)                | Nyva Vinnytsia                                              |
| 1994-95 | 28 tháng 5 năm 1995 ? (LST) Kiev - NSC "Olimpiyskiy" Khán giả: 42.500       | Shakhtar Donetsk · Ihor Petrov 78'                                                     | 1 - 1 (0 - 1) (hp) 7-6 (11m) | Dnipro Dnipropetrovsk · Olexiy Zakharov 23'                 |
| 1993-94 | 29 tháng 5 năm 1994 ? (LST) Kiev - NSC "Olimpiyskiy" Khán giả: 5.000        | Chornomorets Odessa                                                                    | 0 - 0 (0 - 0) (hp) 5-3 (11m) | Tavriya Simferopol                                          |
| 1992-93 | 30 tháng 5 năm 1993 ? (LST) Kiev - NSC "Olimpiyskiy" Khán giả: 47.000       | Dynamo Kyiv · Victor Leonenko 23' · Dmytro Topchiyev 64' ·                             | 2 - 1 (1 - 0)                | Karpaty Lviv · Ihor Plotko 89' (Pen)                        |
| 1992    | 31 tháng 5 năm 1992 ? (LST) Kiev - NSC "Olimpiyskiy" Khán giả: 12.000       | Chornomorets Odessa · Ilia Tsymbalar 107'                                              | 1 - 0 (0 - 0) (hp)           | Metalist Kharkiv                                            |